# Låtefossen
Låtefossen ou Låtefoss est une cascade norvégienne située dans la commune d'Odda (comté de Vestland). La cascade est constituée de deux ruisseaux issus du lac Lotevatnet qui se rejoignent juste avant de passer sous la route nationale 13, puis se jeter dans la rivière Grønsdalslona quelques mètres plus loin.